# Ченига (Тренто)
Ченига је насеље у Италији у округу Тренто, региону Трентино-Јужни Тирол.
Према процени из 2011. у насељу је живело 714 становника. Насеље се налази на надморској висини од 115 м.